# 磐余玉穂宮
磐余玉穂宮（いわれたまほのみや）は、継体天皇が営んだ皇居。

## 概要
日本書紀によると継体天皇20年、弟国宮から遷都。所在は現在の奈良県桜井市とする見解がある。

## 遷都までの歴史
継体天皇は元々皇位を継ぐ立場にはなかったが、先帝の武烈天皇が急遽皇子を残さず崩御したことにより遠い血縁であった継体が天皇として即位する。しかし先帝から5親等以上離れていたため、なかなか大和に入れずもといた越前国(古事記によると近江国)から遷都をし続けながら大和国に向かっていた。この宮は継体天皇が大和に造営した最初で最後の都である。